# Cinachyra antarctica
Cinachyra antarctica är en svampdjursart som först beskrevs av Carter 1872.  Cinachyra antarctica ingår i släktet Cinachyra och familjen Tetillidae. Inga underarter finns listade i Catalogue of Life.